# Miffo
Miffo – szwedzki film z 2003 roku w reżyserii Daniela Linda Lagerlöfa.